# Université de l'État-Libre
L'université de l'État-Libre (University of the Free State en anglais ; Universiteit van die Vrystaat en afrikaans), anciennement université de l'État libre d'Orange, est une institution universitaire d'Afrique du Sud qui est située à Bloemfontein dans la province de l'État-Libre, au centre du pays.

## Historique
En 1904, le collège universitaire de Grey, situé à Bloemfontein dans la colonie britannique de la rivière Orange, ouvrait ses portes. Bien que situé dans une ancienne république boer, celle de l'État libre d'Orange, l'enseignement était bilingue, majoritairement anglais mais comprenant quelques enseignements en langue afrikaans, la langue maternelle des Afrikaners.
Après la formation de l'Union d'Afrique du Sud en 1910, le collège universitaire de Grey prit le nom de collège universitaire de l'État libre d'Orange.
À la fin des années 1940, l'enseignement au collège universitaire cessa d'être bilingue au bénéfice de la seule langue afrikaans. En 1950, bénéficiant de nouveaux statuts lui conférant son indépendance académique, le collège universitaire devint l'université de l'État libre d'Orange (University of the Orange Free State en anglais et Universiteit van die Orangie Vrystaat en afrikaans).
Après les premières élections multiraciales en 1994, l'enseignement redevint bilingue en afrikaans et anglais.
En février 2001, le nom de l'université est de nouveau modifié pour prendre le nom d'université de l'État-Libre afin de correspondre au nouveau nom adopté par la province en 1995.
En 2003, le campus de l'ancienne université du bantoustan du QwaQwa est intégré à celui de Bloemfontein, augmentant la capacité d'accueil de l'université. Les étudiants viennent d'une cinquantaine de pays.
En 2009, Jonathan Jansen devient le premier vice-président noir de l'Université (la plus haute fonction exécutive).
En 2010, l'université a reçu un prix très symbolique pour elle, le World Universities Forum Award for Best Practice in Higher Education, qui prend notamment en compte les efforts en matière d'intégration raciale.

### Une intégration raciale et linguistique non réussie
Après avoir déjà été ouverte seulement à la population blanche d'Afrique du Sud et réputée pour être conservatrice, mono-culturelle et isolationniste, l'université de l'État-libre d'Orange a admis ses premiers étudiants noirs au début des années 1990, alors que les lois de l'Apartheid étaient en passe d'être abrogées.
Durant les années qui suivirent, l'intégration raciale des structures d'hébergement semblent réussie et l'université est présentée comme un modèle d'intégration. Avant même la fin des années 1990, les étudiants noirs constituent plus de 30 % de la population étudiante et commencent à remettre en cause les traditions universitaires (die tradisies) liées à la population étudiante blanche, demandant la mise en place d'une culture de dortoir reflétant leur propre culture. En 1996, pour éviter des affrontements du fait d'incompatibilités linguistiques et culturelles mais aussi d'incompréhensions et de rancœurs partagées, les dortoirs des résidences étudiantes redeviennent de facto ségrégués entre Blancs et Noirs. En outre, du fait que les étudiants afrikaners préfèrent suivre les cours en afrikaans et que les étudiants d'autres groupes de populations préfèrent suivre les cours en anglais, les classes sont elles aussi à nouveau de facto ségréguées tout comme les chorales et les services religieux le sont de nouveau pour les mêmes raisons.
En 2008, l'université fait face à une controverse à la suite de la diffusion d'une vidéo montrant le bizutage d'employés et de femmes de ménage de l'université par quatre étudiants blancs de la résidence Reitz, démontrant l'échec de l'intégration raciale sur le campus.
Au début des années 2010, le vice-président de l'université, Jonathan Jansen, bannit certaines coutumes, impose le retour du multiculturalisme au sein des résidences, exigeant une parité raciale parfaite pour les premières années. Pour lutter contre les préjugés raciaux, il aussi rend obligatoire, au sein des résidences, la tenue de débats relatives aux relations entre les différents groupes de population. Si le multiculturalisme gagne les résidences féminines, c'est moins le cas dans les dortoirs masculins, notamment ceux qui étaient devenus exclusivement «noirs» (Khyalami et Tswelopele). Les résistances demeurent cependant de part et d'autre (comme à la résidence privée de Heimat, bastion des étudiants afrikaners).
En 2016, dans le sillage des manifestations et des revendications sociales et ethnolinguistiques qui affectent les universités du Cap, du Witwatersrand et de Pretoria, l'université de l'État-libre connait à son tour des troubles illustrant la persistance des tensions raciales en Afrique du Sud. En février 2016, alors que les  étudiants et les employés de l'université protestent contre le recours à des prestataires de services pour le nettoyage et la sécurité du campus, les manifestations dégénèrent (interruption d'un match de rugby universitaire suivis de bagarres entre manifestants noirs et spectateurs blancs; intrusions et vandalisme menées par militants des Economic Freedom Fighters) obligeant l'université à suspendre les cours.

## Personnalités liées à l'université

### Étudiants
- Bram Fischer (1908–1975), petit-fils d'Abraham Fischer, avocat afrikaner communiste d'Afrique du Sud, militant anti-apartheid et défenseur de Nelson Mandela au procès de Rivonia.
- Pieter Willem Botha (1916–2006), homme d'État sud-africain, ministre de la Défense de 1966 à 1980, Premier ministre de 1978 à 1984 et président de 1984 à 1989.
- Leonora van den Heever (1926-), juge de la Haute Cour d'Afrique du Sud, première femme juge d'Afrique du Sud et première femme à être nommée juge de la Cour suprême d'appel d'Afrique du Sud.
- Hansie Cronje (1969–2002), joueur de cricket international sud-africain, un temps capitaine de l'équipe nationale.
- Rassie Erasmus (1972-), joueur de rugby à XV international sud-africain.
- Leon Schuster (1951–),  réalisateur, acteur, humoriste et chanteur sud-africain, issu de la communauté afrikaner.
- Rolene Strauss (1992–), Miss Monde 2014.
- Wayde van Niekerk (1992–), athlète sud-africain.
- Antjie Krog (1952-), poétesse, journaliste et universitaire sud-africaine qui écrit en afrikaans et en anglais.
- Heinrich Brussow (1986-), joueur de rugby à XV international sud-africain.
- Deon Meyer (1958-), scénariste, réalisateur et romancier sud-africain. Il écrit en afrikaans.
- Karel Schoeman (1939-2017), écrivain sud-africain de langue afrikaans.

### Enseignants
- Abdon Atangana, mathématicien.
- Pumla Dineo Gqola, universitaire et féministe sud-africaine
- Henning Melber, politologue, sociologue et africaniste allemand.

## Chiffres
L'université de l'État-Libre compte environ 33 000 étudiants en 2012, surnommés "Kovsies" et 8 facultés :
- Sciences sociales[7]
- Droit[8]
- Sciences naturelles et agricoles[9]
- Sciences économiques[10]
- Médecine[11]
- Théologie[12]
- Sciences de l'éducation[13]
- Business School[14]